# Vodňany
Vodňany är en stad i Tjeckien.   Den ligger i regionen Södra Böhmen, i den centrala delen av landet, 110 km söder om huvudstaden Prag. Vodňany ligger 405 meter över havet och antalet invånare är 6 687.
Terrängen runt Vodňany är huvudsakligen platt, men västerut är den kuperad. Runt Vodňany är det ganska glesbefolkat, med 24 invånare per kvadratkilometer. Närmaste större samhälle är Písek, 18,0 km norr om Vodňany. Trakten runt Vodňany består till största delen av jordbruksmark.